# Jardins de Pedra
Jardins de Pedra  (en: Gardens of Stone) é um filme estadunidense de 1987, do gênero drama de guerra, dirigido por Francis Ford Coppola. A trilha sonora é de Carmine Coppola, pai do diretor Francis Ford Coppola. O roteiro foi adaptado do romance de Nicholas Proffitt, baseado numa história verídica. A ação se passa nos anos 60. O jardim de pedra referido no título é o cemitério de Arlington.

## Sinopse
Em 1968, durante a guerra do Vietnã, o jovem soldado Jackie Willow serve no Forte Meyer. Sob os cuidados dos sargentos Clell Hazard e "Goody" Nelson, ele se prepara para uma missão. Jackie conhece Rachel, a mulher dos seus sonhos, e Clell apaixona-se por Samantha, uma jornalista. Enquanto isso, uma unidade do Exercito Americano organiza os funerais de centenas de militares mortos durante o conflito.

## Elenco
- D.B. Sweeney .... Jackie Willow
- James Caan .... sargento Clell Hazard
- James Earl Jones .... sargento "Goody" Nelson
- Mary Stuart Masterson .... Rachel Feld
- Anjelica Huston .... Samantha Davis
- Dean Stockwell .... capitão Homer Thomas
- Dick Anthony Williams .... Slasher Williams
- Lonette McKee .... Betty Rae
- Sam Bottoms .... tenente Webber
- Elias Koteas .... Pete Deveber
- Laurence Fishburne .... sargento Flanagan
- Casey Siemaszko .... Wildman
- Peter Masterson .... coronel Feld
- Carlin Glynn .... sra. Feld
- Erik Holland .... coronel Godwin